# Сетевой процессор

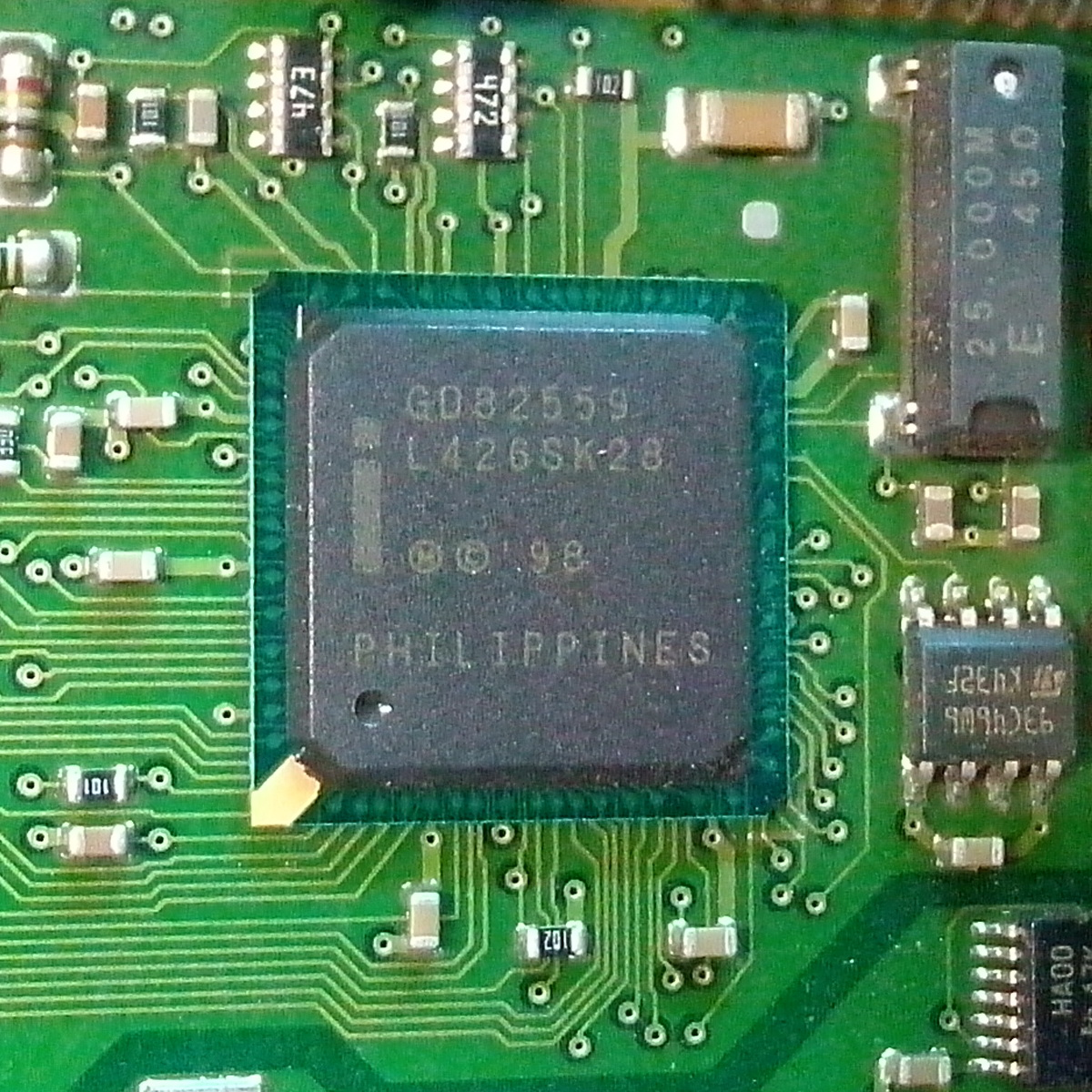
Микроконтроллер (интегрированной сетевой карты) Intel 82559

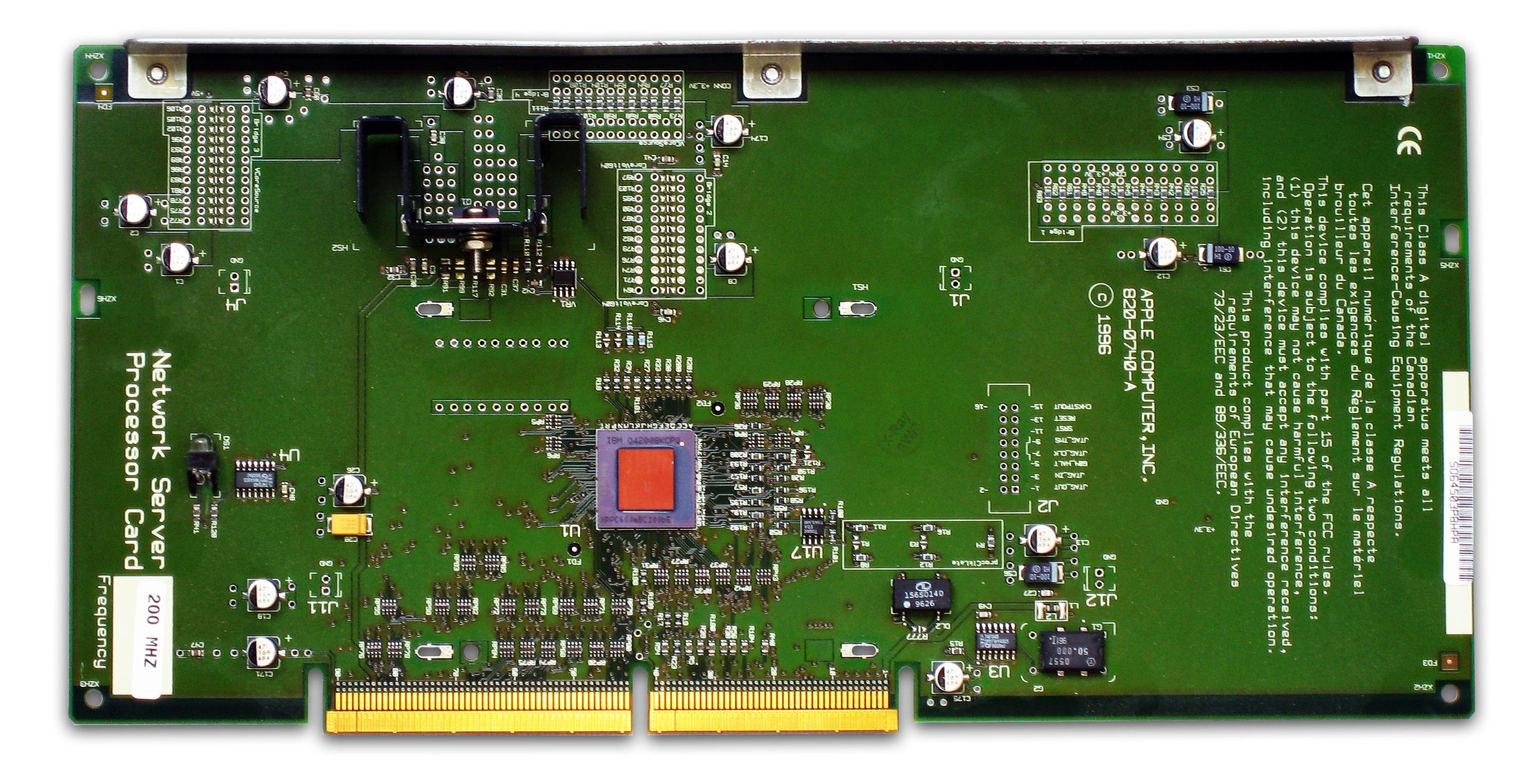
Процессорная плата сетевого сервера

Сетевой процессор (англ. Network Processing Unit, NPU) — программируемый микропроцессор, архитектура которого оптимизирована для использования в сетевых устройствах и обеспечения устойчивого режима обработки пакетов (packet processing). Сетевые процессоры, как правило, это интегральная схема с характеристиками, аналогичными центральным процессорам общего назначения.

## История
Когда[уточнить] компьютерные сети были медленными, пакеты данных, передаваемых по ним, обрабатывались обычными процессорами. С ростом пропускной способности компьютерных сетей, производительности таких процессоров стало не хватать. Следующим шагом (начало 1990-х годов) было широкое внедрение в сетевое оборудование заказных микросхем (ASIC). При этом в связке с ASIC использовались и процессоры общего назначения, но они обрабатывали небольшой процент пакетов, связанных с управлением сетью, маршрутизацией и конфигурированием устройства. Однако сетевые технологии быстро сменяют друг друга, а заказные микросхемы хотя и можно конфигурировать, но нельзя перепрограммировать. Им не хватает гибкости обычных процессоров, где все изменения могут быть сделаны на уровне замены ПО. Таким образом, нынешние сетевые процессоры объединили оба подхода: стали программируемыми и специализированными.
В сетевом оборудование устанавливаются ЦП и сетевой процессор, который можно запрограммировать для работы с заданными сетевыми интерфейсами; кроме этого, они имеют значительно большее быстродействие из-за того, что выполнение многих операций внутри них распараллелено.